# Amtsleiter
Amtsleiter (en español: líder de oficina) era un rango político del Partido Nacionalsocialista Obrero Alemán que existió entre 1933 y 1938. El rango se creó como una posición de "captar a todos" del personal político en todos los niveles del partido (local, condado, regional y nacional) y abarcó una amplia gama de deberes y responsabilidades.
Un rango especial de hauptamtsleiter existió en la Reichsleitung (nivel nacional) del Partido Nacionalsocialista. En 1939, los dos rangos de amtsleiter fueron eliminados del NSDAP y reemplazados por varios nuevos rangos políticos jerárquicos.